# Alicia Rodríguez (actriz española)
Alicia Rodríguez Fernández (Málaga, 2 de mayo de 1935) es una actriz y escritora española.

## Biografía y carrera

### Primeros años
Alicia Rodríguez Fernández nació el 2 de mayo de 1935 en Málaga, siendo hija de Marcial Rodríguez y de Gloria Fernández, y hermana de Azucena Rodríguez, Gloria, y Marcial. En su infancia, emigró junto a su familia a México a consecuencia de la guerra civil española. Radicados en ese país, ella y su hermana Azucena iniciaron una carrera artística en teatro, presentándose como «las pipas».

### Incursión actoral y vida
A los cinco años de edad, ganó un concurso infantil entre ochenta niños para interpretar a la perrita Pipa en la obra teatral Pinocho y Pipa en el país de las maravillas. Luego fue contratada para la primera película a colores que se hizo en México, interpretando el mismo papel, cuyo título acabó siendo Las aventuras de Cucuruchito y Pinocho. 
Años más tarde, su hermana Azucena se casó con el actor de doblaje Jorge Fink, convirtiéndose en cuñada de este último. Continuó su carrera en el cine con películas como El secreto de la solterona (1944), por la que ganó un Premio Ariel en la categoría a mejor actuación infantil. Además del cine, también trabajo en la televisión. Ha escrito dos libros, Encuentra tu misión y Una niña hacia el destierro.
El 2 de julio de 2024, se reportó la muerte de su hermana Azucena, con quien había iniciado su trayectoria actoral en el dúo teatral de «las pipas».

## Filmografía

### Cine
| Año  | Películas                              |
| ---- | -------------------------------------- |
| 1943 | Las aventuras de Cucuruchito y Pinocho |
| 1944 | El secreto de la solterona             |
| 1944 | El jagüey de las ruinas                |
| 1944 | Cuando escuches este vals              |
| 1945 | Entre hermanos                         |
| 1945 | Mamá Inés                              |
| 1946 | Una sombra en mi destino               |
| 1946 | Sinfonía de una vida                   |
| 1946 | Más allá del amor                      |
| 1946 | Los buitres sobre el tejado            |
| 1948 | Ave de paso                            |
| 1951 | Muchachas de uniforme                  |
| 1952 | Una calle entre tú y yo                |
| 1953 | ¡Yo soy gallo dondequiera!             |
| 1953 | Fruto prohibido                        |
| 1954 | Hijas casaderas                        |
| 1954 | Chucho el roto                         |
| 1954 | Me perderé contigo                     |
| 1956 | Mi canción eres tú                     |
| 1957 | Mi esposa me comprende                 |
| 1957 | El ataúd del vampiro                   |
| 1962 | La edad de la inocencia                |
| 1966 | El derecho de nacer                    |
| 1971 | Yesenia                                |

### Televisión
| Año       | Telenovelas              | Personaje                                        |
| --------- | ------------------------ | ------------------------------------------------ |
| 1961      | Marianela                |                                                  |
| 1966      | El ídolo                 |                                                  |
| 1967      | Las víctimas             |                                                  |
| 1967      | Sueña conmigo, Donaji    |                                                  |
| 1968      | Fallaste corazón         | Virginia                                         |
| 1968      | Cruz de amor             | Inés                                             |
| 1969      | No creo en los hombres   |                                                  |
| 1969      | Del altar a la tumba     | María                                            |
| 1970      | Angelitos negros         | Ana Luisa de la Fuente                           |
| 1970      | Yesenia                  | Marisela                                         |
| 1971      | El profesor particular   | Alicia                                           |
| 1972      | Aquí está Felipe Reyes   |                                                  |
| 1973      | Los que ayudan a Dios    | Elena                                            |
| 1977-1978 | Rina                     | María Julia/Victoria                             |
| 1978      | Gotita de gente          | Doña Margarita                                   |
| 1979      | Los ricos también lloran | Elena Salvatierra                                |
| 1980      | Lágrimas de amor         | Camila                                           |
| 1980      | El combate               | Rosario                                          |
| 1983-1984 | Amalia Batista           | Doña Ana Mercedes                                |
| 1985-1986 | De pura sangre           | Beatriz Valencia Vda. de Duarte                  |
| 1987      | Pobre señorita Limantour | Soledad                                          |
| 2000-2001 | Abrázame muy fuerte      | Consuelo Rivas de Álvarez                        |
| 2007-2008 | Al diablo con los guapos | Regina Lascuráin Vda. de Belmonte                |
| 2010-2011 | Triunfo del amor         | Sor Clementina                                   |
| 2011-2012 | Una familia con suerte   | Fernanda Peñaloza Vda. de López y Vda. de Romero |

## Premios y nominaciones

### Premios Ariel
| Año  | Categoría                | Trabajo nominado           | Resultado |
| ---- | ------------------------ | -------------------------- | --------- |
| 1946 | Mejor actuación infantil | El secreto de la solterona | Ganadora  |

### Premios TVyNovelas
| Año  | Categoría                                                        | Trabajo nominado                                                 | Resultado |
| ---- | ---------------------------------------------------------------- | ---------------------------------------------------------------- | --------- |
| 1986 | Mejor actriz experimentada                                       | De pura sangre                                                   | Nominada  |
| 2011 | Premio especial a toda una trayectoria artística en el escenario | Premio especial a toda una trayectoria artística en el escenario | Ganadora  |

### Galardón a los Grandes
| Año  | Por         |
| ---- | ----------- |
| 2011 | Trayectoria |

### Choca de Oro
| Año  | Por                    |
| ---- | ---------------------- |
| 2012 | 50 Años de trayectoria |